# M42 마운트

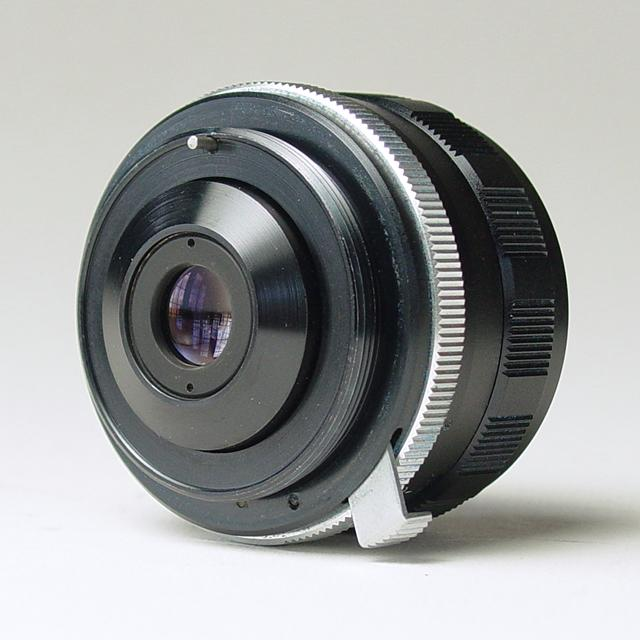
Auto-Takumar 35mm f3.5렌즈의 M42 마운트 부분

M42 마운트는 렌즈 교환식 카메라에서 사용되는 렌즈 마운트의 한 종류로, 마운트 방식은 스크류 방식이다.
칼자이스에서 개발했으며, 현재 상용되는 바요넷(Bayonet)식 마운트가 개발되기 이전에 쓰였다. 1960년대 펜탁스의 스팟매틱(Spotmatic)시리즈로 인해, ‘펜탁스 마운트’로도 알려져있다.
M42 마운트에서 숫자 ‘42’는 마운트의 구경이 42mm라는 뜻이며, M42 마운트와 비슷하나 구경이 39mm인 M39 마운트도 있다.

## 같이 보기
- 니콘 F 마운트
- 캐논 EF 마운트
- 펜탁스 K 마운트
- T 마운트